# 益田市生活バス

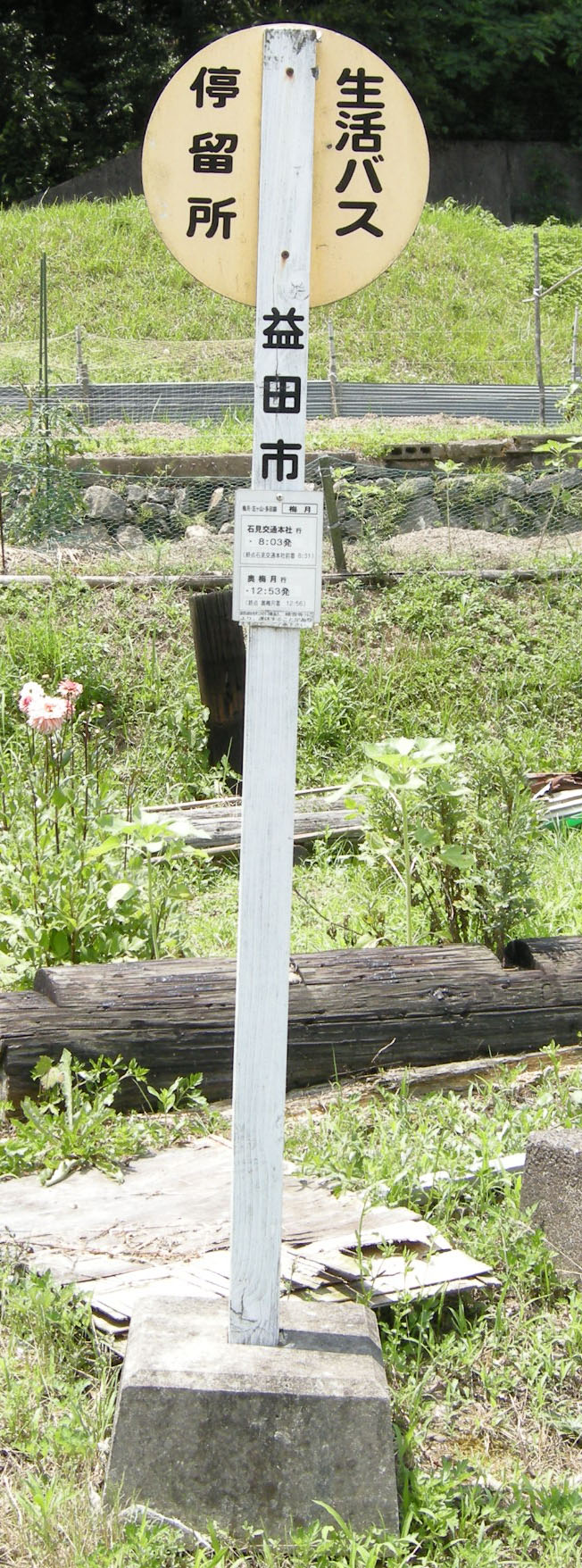
益田市生活バスのバス停

益田市生活バス（ますだしせいかつバス）は、島根県益田市にて運行しているコミュニティバスである。
なお、生活バスと同じ目的で乗合タクシーとして運行する益田市乗合タクシー（ますだしのりあいタクシー）や、同じく益田市内で運行する乗合タクシーである美都乗合タクシー（みとのりあいタクシー）についても後で述べる。

## 概要
- 市内の中山間地域に存在する交通空白地域を解消することを目的として、運行を開始した。[1]
- 料金は100円単位の区間制で、小学生は半額、小学生未満は無料。障害者には料金を半額にする制度がある。
  - 11枚綴りの回数券がある。
- 第2土曜以外の土曜、日曜および12月31日 - 1月3日は運休。祝祭日は運行する。
- 運行形態は、道路運送法の規定に基づく自家用自動車（白ナンバー車）による有償運送である。
  - 指定管理者制度として、石見交通が運行業務を担当している。[1]

## 沿革
- 2002年3月1日 - 益田市生活バス運行開始。当時は6路線。車両は29人乗り、24人乗り、12人乗り各1台の計3台。[2]
- 2003年3月 - 12人乗り車両1台を追加（計4台）。[2]
- 2003年4月 - 8路線へ変更。[2]
- 2003年6月 - 8路線から6路線へ変更。[2]
- 2006年11月 - 6路線から10路線へ変更。フィーダー方式（民間バス路線のバス停まで接続）に移行。[2]
- 2009年4月1日 - 以下6路線を益田市乗合タクシーに変更（車両をバスからジャンボタクシーに変更）、4路線に。
  - 松原・河成・虫追線、梅月・左ヶ山・多田線、栃山・岩倉線、喜捨見・南田線、滑線、千振・種線
- 2011年4月1日 - 路線変更。二条・後溢線を石見横田駅経由に、金地地区を月 - 金から火曜・金曜のみの経由に。山折・乙子線に小原、金山・宇治・津田線に下遠田バス停追加。[3]

## 路線
以下4路線がある。
羽原・中垣内線（11.0 km）
- 羽原 - 八幡宮 - 平原公民館前 - 中垣内集会所前 - 中西小学校前

二条・後溢線（35.4 km）
- 黒周中倉 - ホタル公園前 - 板持 - 弋ヶ田原 - 金ヶ峠（ - 大久保） - 中の谷 - 上ヶ山 - 湯田川橋 - 丸竹 - 後溢 - 小隅 - 石見横田駅前 - 豊田公民館前（ - 金地） - 養護学校前
  - 大久保は第2・4火曜のみ、金地は第1・3・5火曜及び金曜のみ経由。

山折・乙子線（14.0 km）
- 山折上 - 山折 - 明顕寺前 - 小原 - 乙子上 - 乙子下 - 医光寺前 - 石見交通本社前
  - 火曜・木曜・金曜・第2土曜のみ運行。

金山・宇治・津田線（17.3 km）
- 金山 - 野地 - 宇治集会所前 - からおと苑前 - 鎌手駅前 - 大浜東 - 大谷口 - 沖観橋 - 観音橋 - 鵜の鼻団地口 - 前浜 - 下遠田 - 久城団地前

益田市生活バスの車両
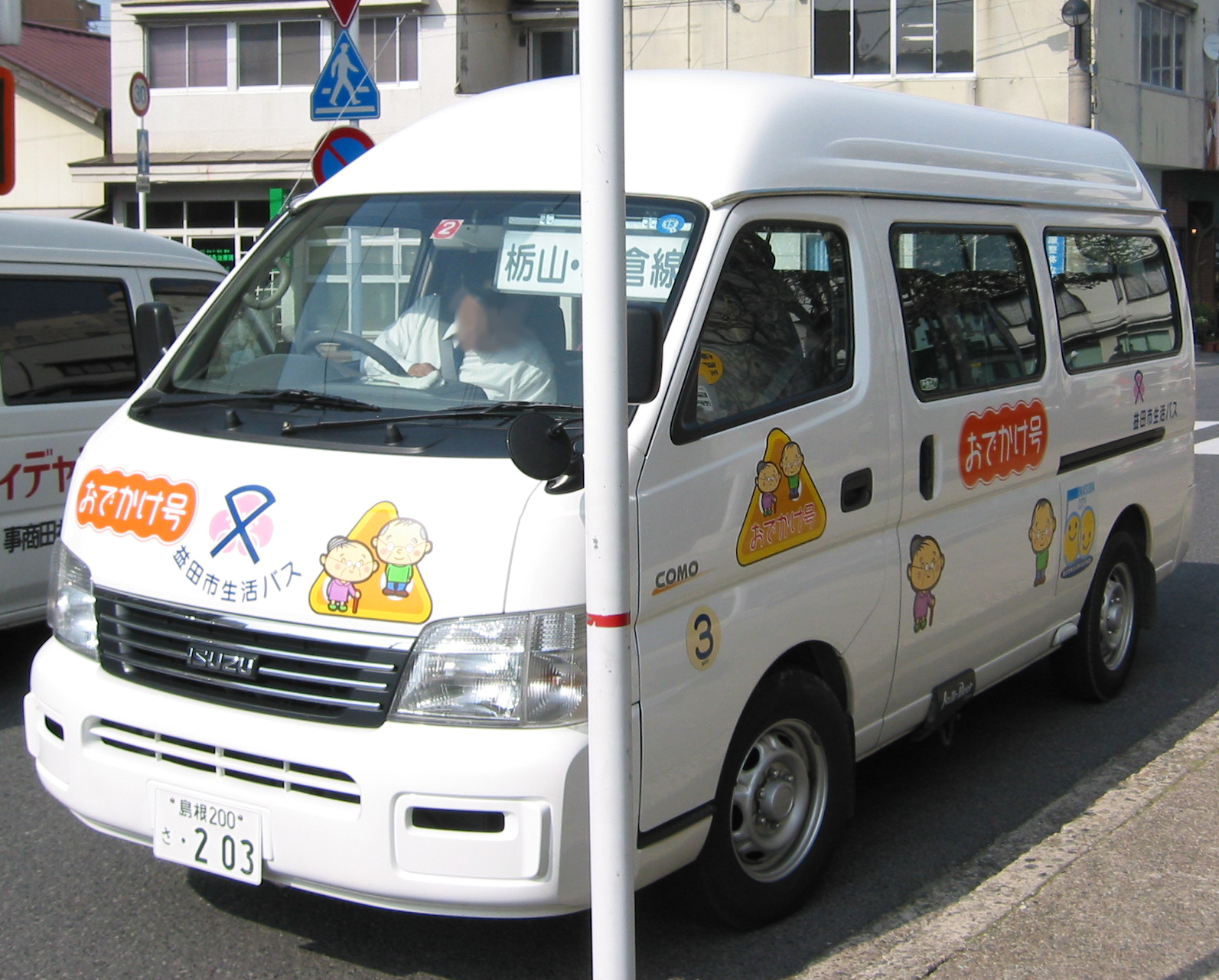
2003年当時の車両
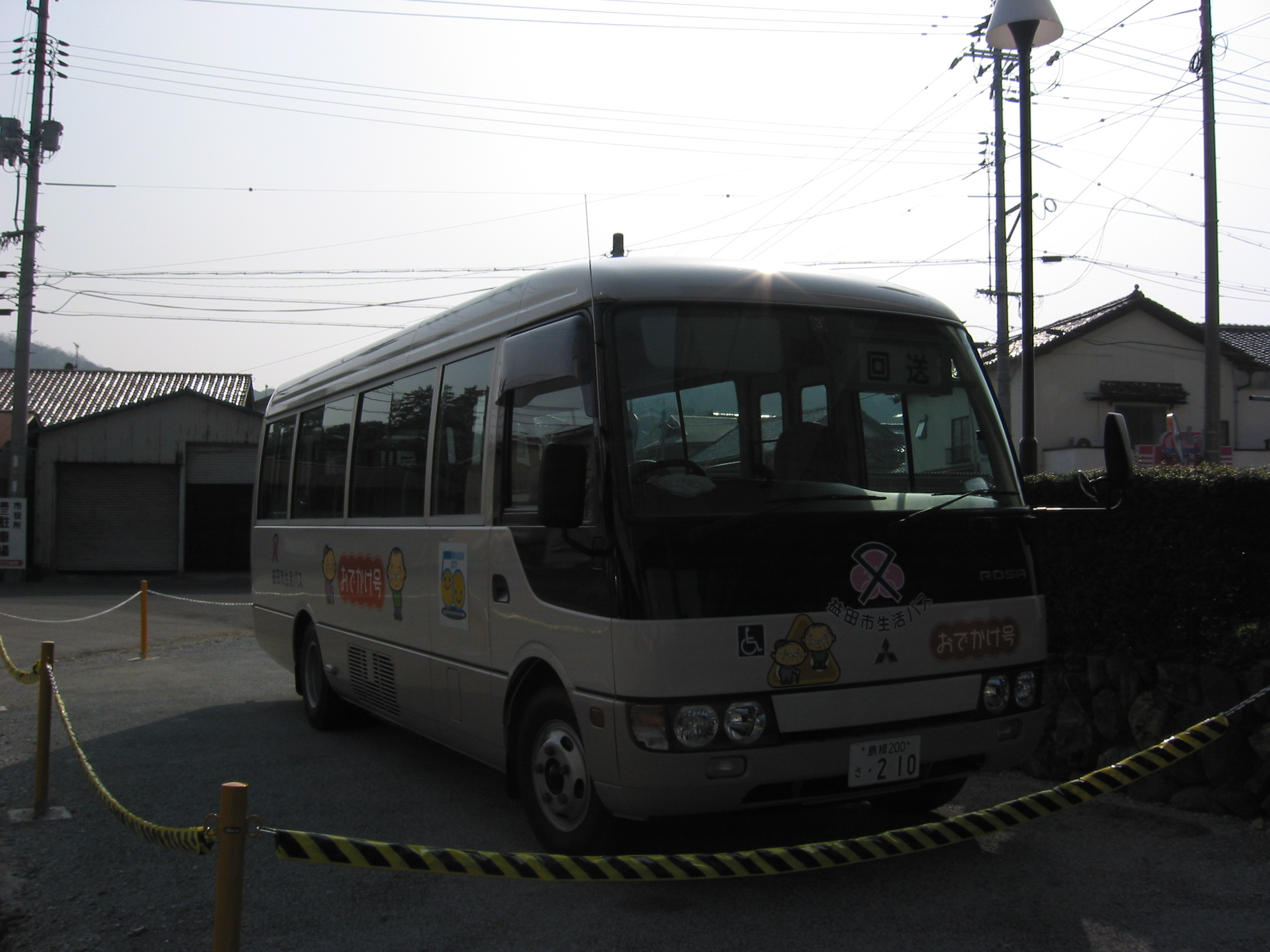
2003年当時の車両
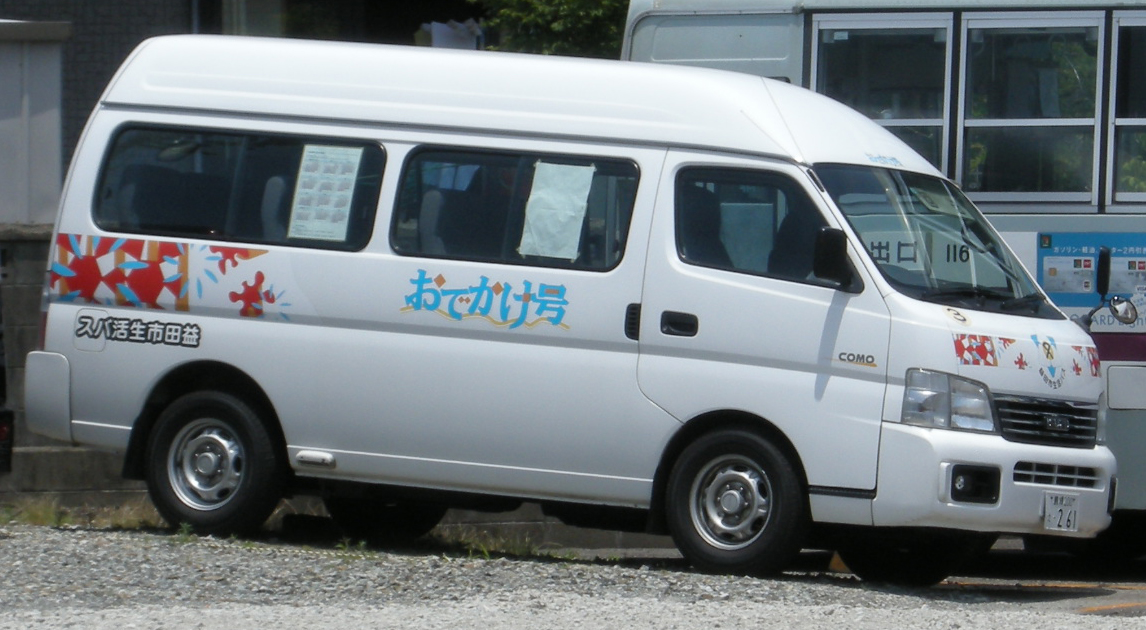
2009年当時の車両

## 益田市乗合タクシー
- 元々益田市生活バスと同じ目的で有田・河内線の1路線で運行開始した[1] が、その後生活バスの路線の多くが益田市乗合タクシーに切り替えられた。そのため、料金制度は益田市生活バスと共通している。
- 12月31日 - 1月3日は運休。祝祭日は運行する。
- 運行は、益田タクシー、日本交通（島根）に委託されている。

### 沿革
- 2006年11月 - 1路線で運行開始。[2]
- 2009年4月1日 - 生活バスだった6路線を追加。
- 2011年4月1日 - 2路線（桂ヶ平・黒周線、山折・津田線）追加。栃山・岩倉線は伏谷地区に停留所追加。松原・河成・虫追線は予約方式に変更。[3]

### 路線
以下の路線がある。
梅月・左ヶ山・多田線
- 奥梅月 - 梅月 - 小俣賀 - 左ヶ山中 - 大谷橋 - 土井 - 石見交通本社前
  - 火曜・金曜・第4土曜のみの運行。運行は益田タクシーが担当。

栃山・岩倉線
- 岩栃 - 栃山口 - 大谷温泉口 - 安床 - 高畑上 - 上の原公民館前 - 田倉住宅前 - 医光寺前 - 石見交通本社前
  - 火曜・金曜・第4土曜のみの運行。運行は益田タクシーが担当。

喜捨見・南田線
- 喜捨見中 - 南田 - 五反田 - ゆめタウン前
  - 火曜・金曜・第4土曜のみの運行。運行は益田タクシーが担当。

滑線
- 滑 - 郷集会所前 - 酒井医院前 - 小浜駅口 - 戸田小浜駅前
  - 月曜・木曜・第2土曜のみの運行。運行は益田タクシーが担当。

有田・河内線
- 渡出橋 - 城九郎 - 美濃地 - 有田上 - 有田下 - 美濃地 - 河内 - 美濃地
  - 月曜・木曜・第2土曜のみの運行。運行は日本交通（島根）が担当。

千振・種線
- 岩崎 - 後谷 - 種公民館前 - 千振 - 本郷 - 種公民館前
  - 火曜・金曜・第4土曜のみの運行。運行は日本交通（島根）が担当。予約方式で、利用者は前日17時までに日本交通に連絡要。

松原・河成・虫追線
- 松原 - 河成 - 虫追上 - 虫追下 - 飯田児童館前 - 高津 - 金島医院前
  - 月曜・木曜・第2土曜のみの運行。運行は益田タクシーが担当。予約方式である。

桂ヶ平・黒周線
山折・津田線

### 車両
- ジャンボタクシーを使用している。

益田市乗合タクシーの車両
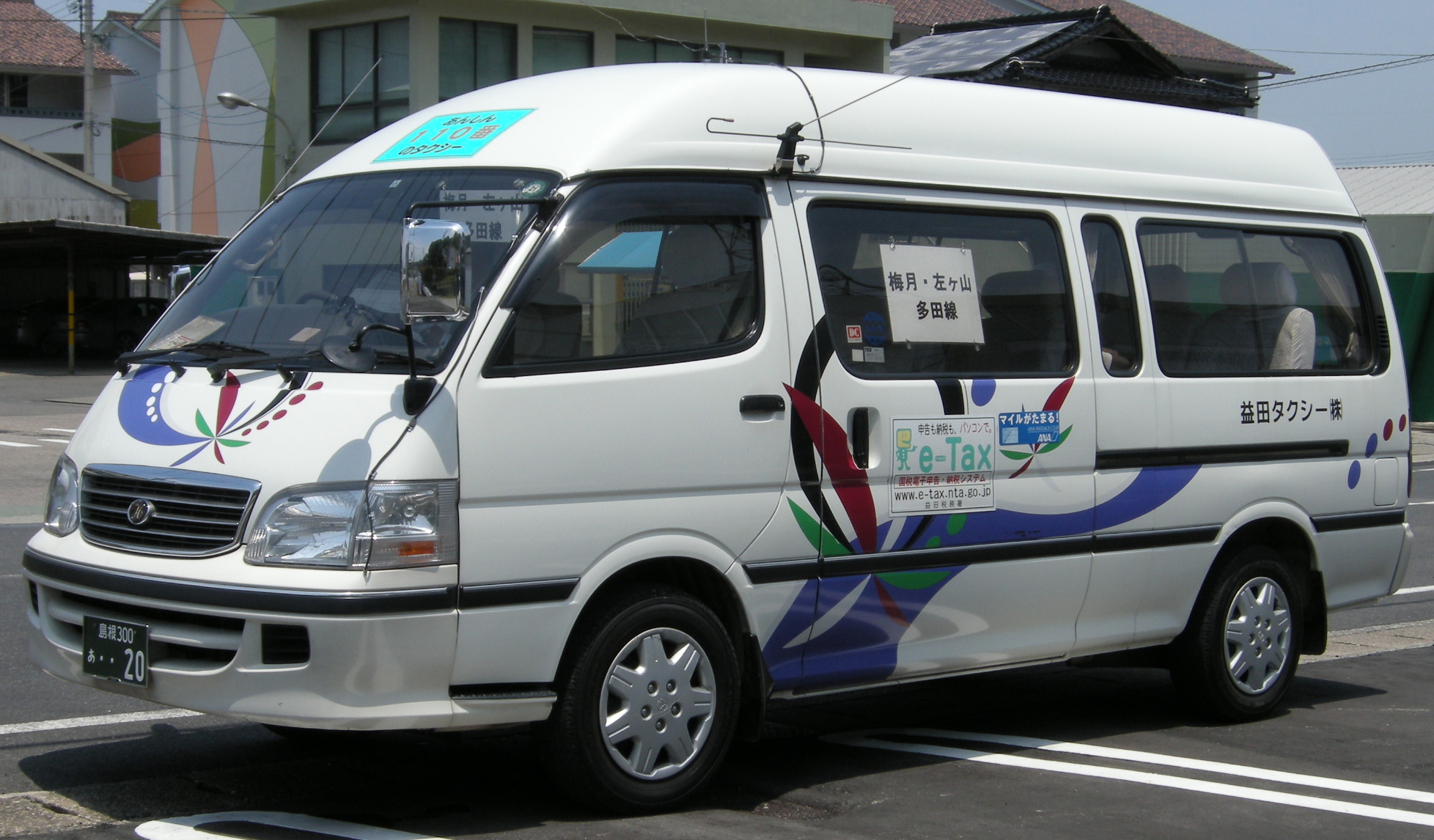
益田タクシーの車両
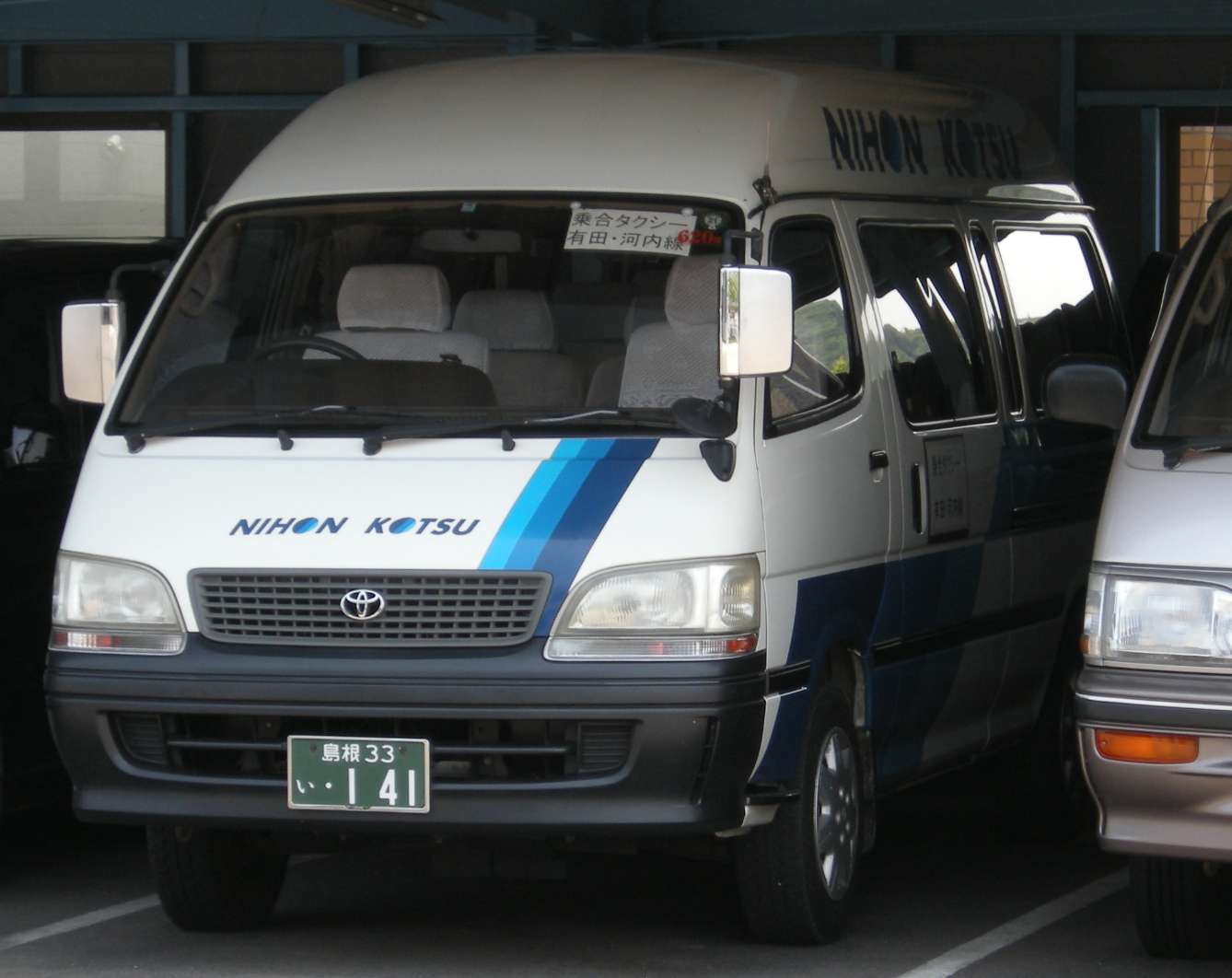
日本交通（島根）の車両

## 美都乗合タクシー

### 概要
- 石見交通の路線バス廃止に伴う代替として、旧美都町が美都町乗り合いタクシー（みとちょうのりあいタクシー）として運行していたのを、美都町を合併した益田市が引き継いだものである。
- 料金は、1回利用200円均一である。
- 運行は、日本交通（真砂線のみ）、（第一交通（益田）に委託されている。

### 沿革
- 2001年10月1日 - 美都町乗り合いタクシー運行開始（9月30日限りで廃止された石見交通久原線、葛篭線の代替）。
- 2004年11月1日 - 美都町の益田市への合併に伴い、益田市に引き継がれる。
- 2007年4月1日 - 葛篭線運行休止。
- 2010年1月1日 - 久原線の運行時間を変更（特に夕方の便を昼に繰り上げ）。
- 2020年10月1日 - 前日の石見交通真砂線廃止に伴い、乗合タクシー真砂線の実証運行を開始[4]。

### 路線
以下の路線がある。
久原線（7.4 km）
- 東仙道 - 三谷 - 久原
  - 月曜 - 土曜の運行で、1日1往復。

真砂線
- 久々茂中 - 東長沢
  - 月曜 - 金曜の運行で、1日3往復。

#### かつて運行していた路線
葛篭線
- 葛篭口 - 葛篭

### 車両
- 乗用タクシー用車両（5人乗り）を使用している。

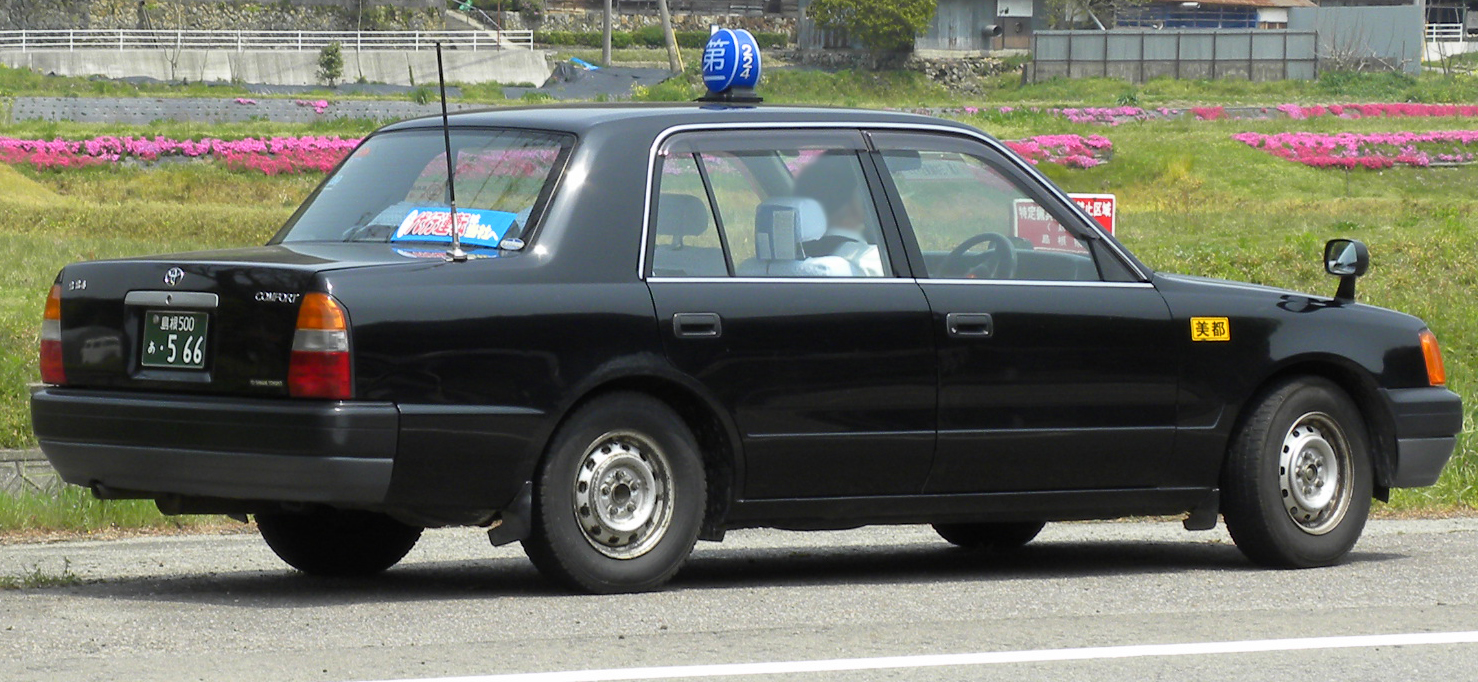
美都乗合タクシーの車両
（久原線、2011年）